# Stadtpfarrkirche Murau

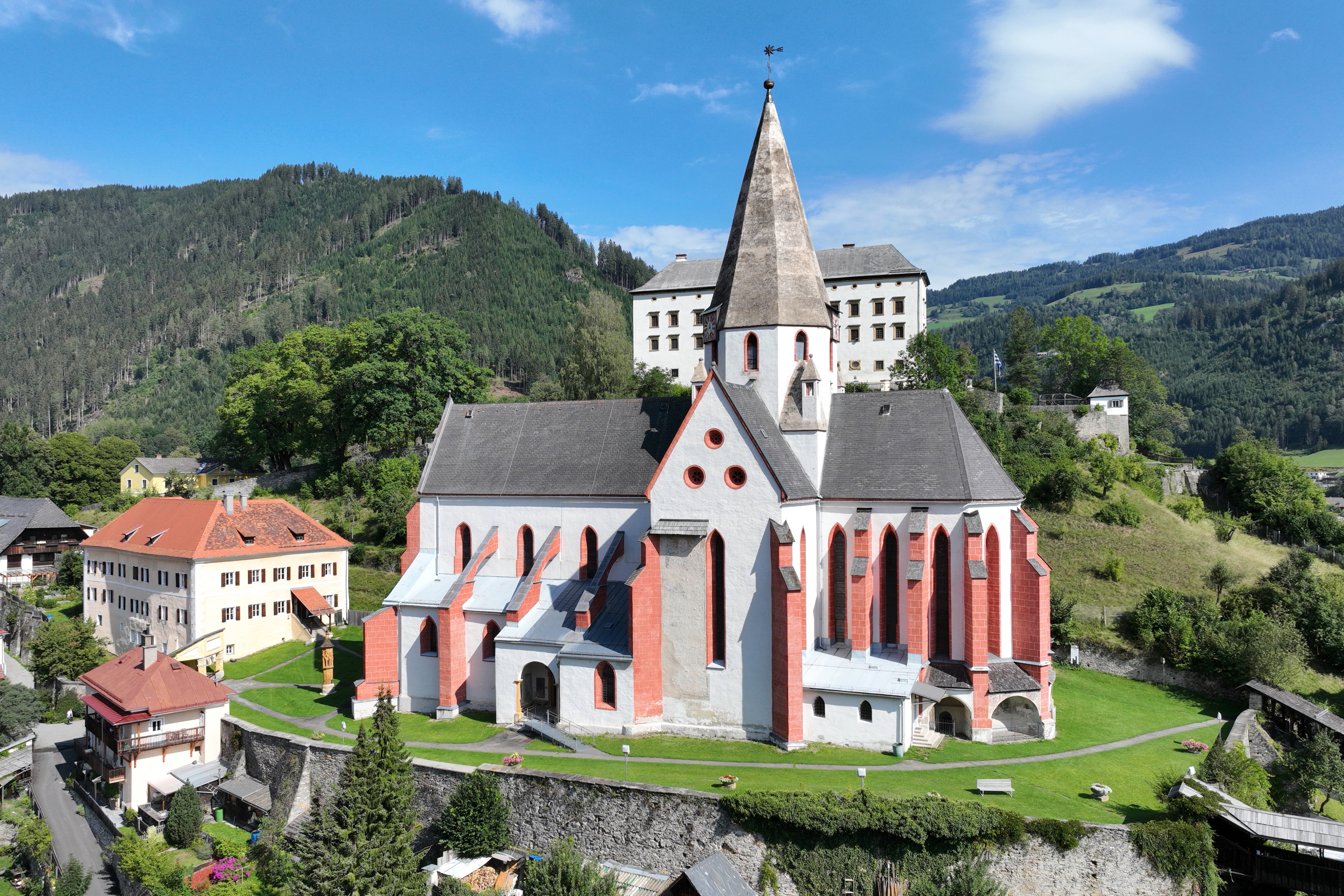
Katholische Stadtpfarrkirche hl. Matthäus in Murau

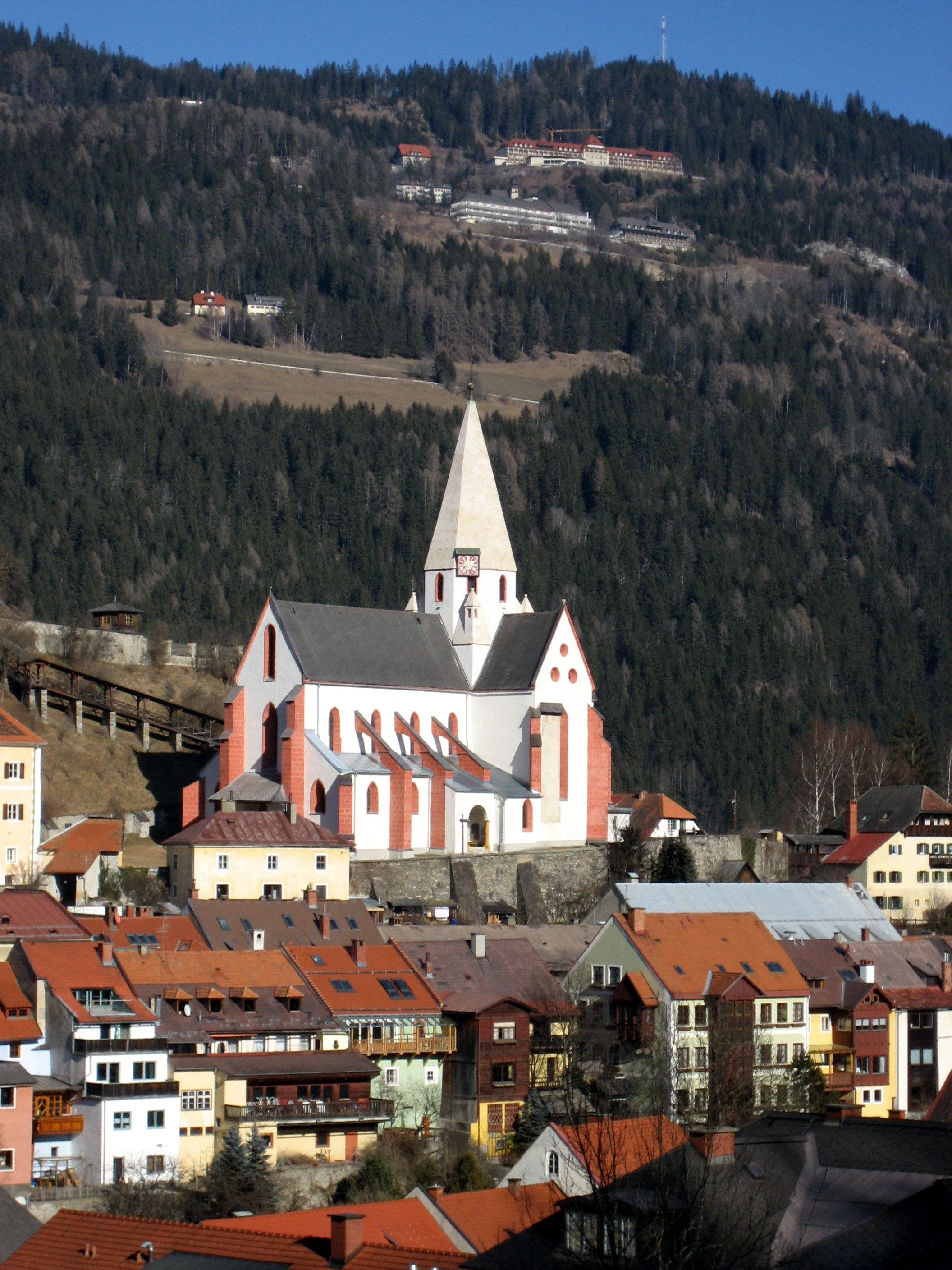
Südwestansicht der Stadtpfarrkirche

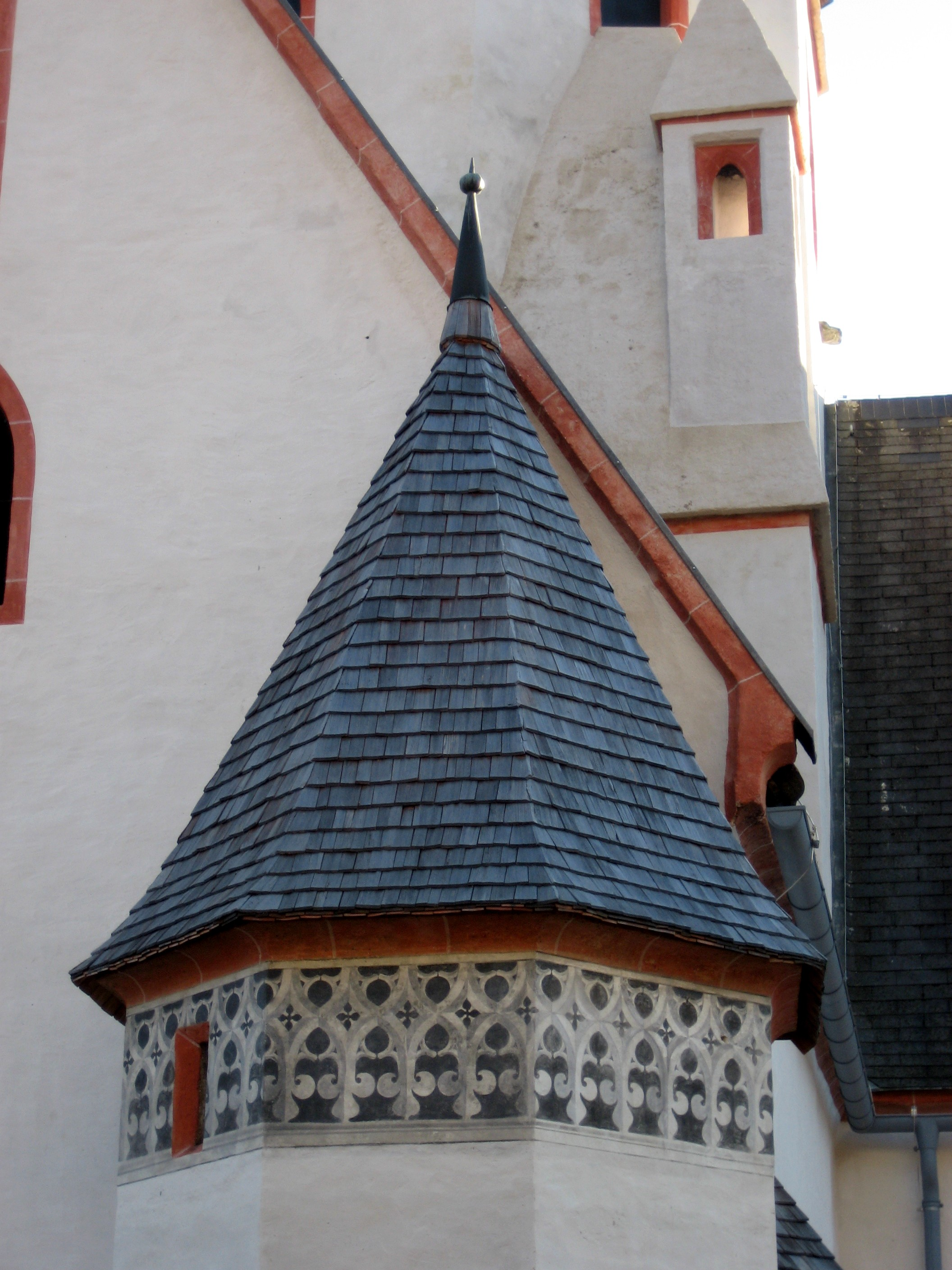
Gotisches Friesband am nördlichen Treppenturm

Die römisch-katholische Stadtpfarrkirche Murau steht in der Stadtgemeinde Murau im Bezirk Murau in der Steiermark. Die auf den Evangelisten Matthäus gewidmete Pfarrkirche gehört zum Dekanat Murau in der Diözese Graz-Seckau. Die Kirche steht unter Denkmalschutz.

## Geschichte
Die Kirche wurde 1284 von Freiherr Otto I. von Liechtenstein gestiftet und von dessen Sohn Otto II weitergeführt und 1296 vom Bischof von Lavant geweiht. 1333 wurde die Kirche zur Pfarrkirche erhoben. 1640 wurden in den zwei Winkeln zwischen Ostjoch der Seitenschiffe und den Querarmen Kapellen angebaut. 1947/1948 war eine Restaurierung. 1971/1972 war eine Außenrestaurierung.

## Architektur
Der Kirchenbau steht auf halber Höhe des südlichen Schlosshanges und ist von einer alten Kirchhofmauer umgeben.
Die bedeutende frühgotische Pfeilerbasilika mit einem Vierungsturm und Querarmen wurde einheitlich aus gelbem Tuffstein in langsamer Progression von Westen nach Osten erbaut. Das dreischiffige vierjochige basilikale Langhaus hat ein hohes Mittelschiff mit Lichtgaden mit Spitzbogenfenstern. Das Mittelschiff ist zu den Seitenschiffen mit Spitzbogenarkaden auf gedrungenen Achteckpfeilern geöffnet und verbunden. Das Langhaus hat Kreuzgratgewölbe, wobei die Joche mit Gurtrippen auf unterschiedlich geformten Konsolen getrennt sind. Die Kapellenanbauten an den beiden Ostjochen der Seitenschiffe zeigen sich in reicher Stuckzier und Malereien.
Die um zwei Stufen höher gesetzte Vierung ist durch kräftige Gurtbögen mit einer aufgelegten profilierten Rippe sowie durch Vierungspfeiler mit vorgelegten Dreiviertelkreisdiensten betont. Das Querhaus hat je Seite ein Joch. Vierung und Querhaus haben Kreuzrippengewölbe mit runden Schlusssteinen, in der Vierung mit Segenshand, im Nordarm mit dem Wappen der Liechtenstein, im Südarm mit einer Blütenrosette. Das Querhaus hat nördlich und südlich ein besonders hohes und schmales Lanzettfenster. Am nördlichen Querarm ist eine aus einem Achteck entwickelte Spindeltreppe angebaut und mit 1469 datiert. Ebendort ist ein gotisches Friesband. Unter dem nördlichen Querarm befindet sich die Gruft der Liechtenstein.

## Ausstattung
Bemerkenswert sind vor allem die barocke Kanzel, der Hochaltar sowie Fresken aus dem 14. Jahrhundert und evangelische Wandmalereien der Renaissancezeit, der hölzerne zwölfarmige Apostelleuchter, das wuchtige Taufbecken, der Rosenkranzaltar und die Kreuzigungsgruppe. 

## Orgel

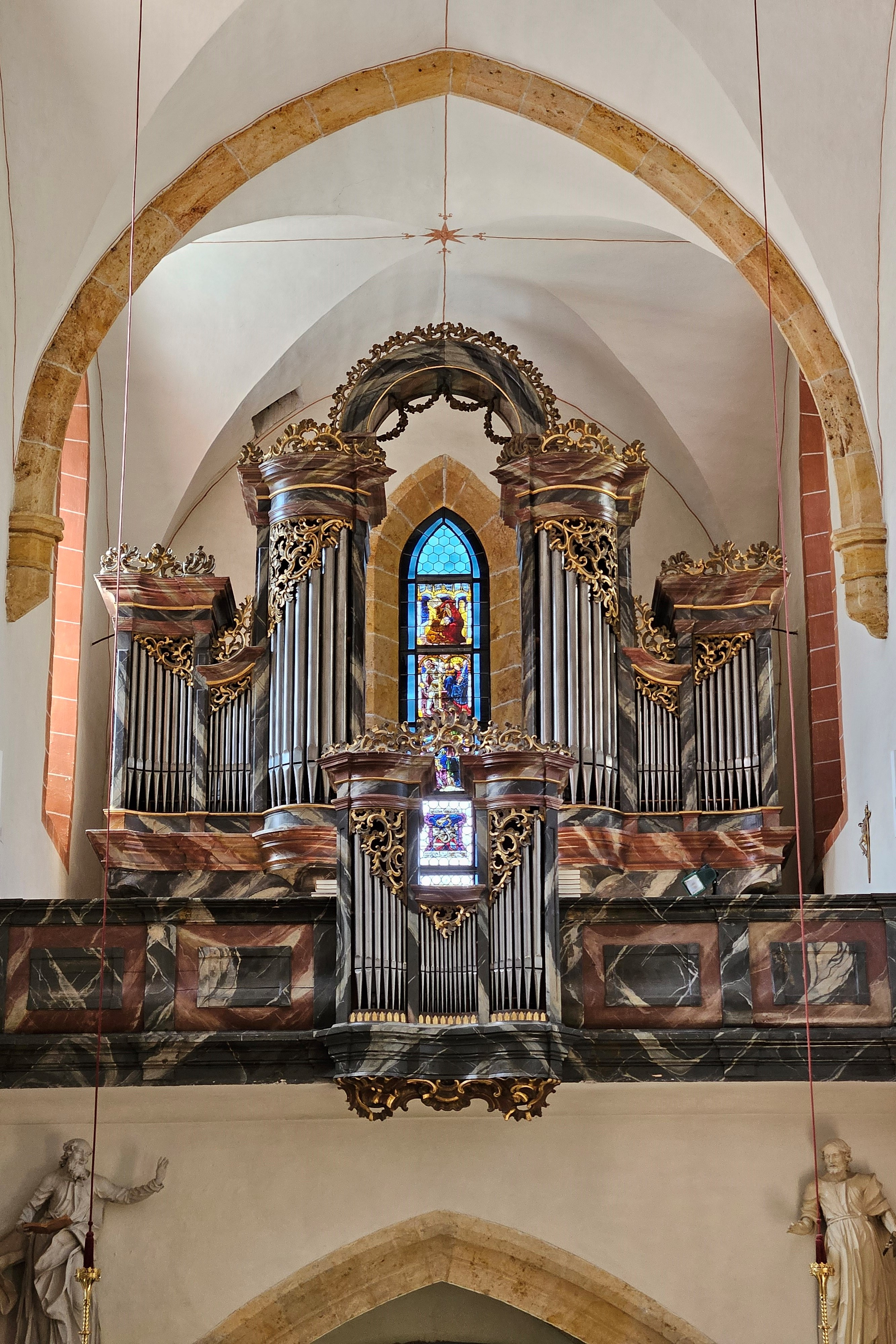
Orgel der Stadtpfarrkirche

Die historische Orgel ist besonders umfangreich und wertvoll. Das Instrument wurde 1698 von dem Orgelbauer Meyenburg erbaut und ist weitgehend erhalten. Es hat 17 Register auf zwei Manualen und Pedal.
| I Hauptwerk CDE–c3 |    |
| Principal          | 8′ |
| Copel              | 8′ |
| Porton             | 8′ |
| Octav              | 4′ |
| Flauta             | 4′ |
| Quinte             | 3′ |
| Super Octav        | 2′ |
| Mixtur III         | 2′ |

| II Rückpositiv CDE–c3 |    |
| Copel                 | 8′ |
| Principal             | 4′ |
| Flauta                | 4′ |
| Sylvestrina           | 4′ |
| Super Octav           | 2′ |

| Pedal CDE–a0 |     |
| Sub Paß      | 16′ |
| Principal    | 8′  |
| Octav Paß    | 8′  |
| Mixtur III   | 4′  |

- Koppel: Manualkoppel

## Geläut
Im Vierungsturm hängen sechs Glocken.